# 八代駿
八代 駿（やしろ しゅん、1933年〈昭和8年〉2月19日 - 2003年〈平成15年〉6月25日）は、日本の俳優、声優。岡山県津山市出身。テアトル・エコーに所属していた。
代表作には、『くまのプーさん』のプーさんや、『トムとジェリー』のトムの声（TBS版）がある。

## 生涯
明治大学政治経済学部在学中に「やまびこ会」に参加。
大学卒業後は、やまびこ会を発展させた劇団テアトル・エコー創設メンバーの一人として活躍し、劇団を支えた。
初舞台はキノトール作の『殺人の技術』のボーイ役。
その後、劇団ユニットでアテレコ番組にレギュラーとして出演し、声優としての活動を始める。声優として、アニメや吹き替えに数多く出演。ラジオ全盛期にはラジオドラマにも多数出演した。また、舞台やテレビ番組への出演など幅広く活動していた。
2003年6月25日0時15分、脳梗塞のため東京都墨田区の病院で死去。70歳没。アニメでの遺作は、『くまのプーさん 完全保存版II ピグレット・ムービー』のプー役であった。

## 人物・特色
趣味・特技は岡山弁、野球、普通自動車免許。
声域は高く、ニュアンスを変えることによってさまざまな役を演じ分けた。また、舞台では飄々とした持味の俳優だった。
特撮テレビ番組「仮面ライダーシリーズ」に登場した怪人役でも知られ、50体以上の怪人を演じた。女怪人の声も演じたことがある。
特に印象に残った役に『いなかっぺ大将』の西一役を挙げている。
ディズニーアニメ「くまのプーさんシリーズ」では、吉村ように代わり1992年からプーの専属声優を2003年の死去まで担当。その声は親しまれ、没後もライブラリ出演として八代の声が使われることがある。なお、八代は最初の劇場公開時ではゴーファーを演じていたが、後に八代がプーを演じた吹き替えが新規製作されている。

## 後任
八代の死後、持ち役を引き継いだ人物は以下の通り。
| 後任     | 役名                       | 概要作品                     | 後任の初担当作品                                  |
| -------- | -------------------------- | ---------------------------- | ------------------------------------------------- |
| 桜井敏治 | レニー                     | 『トイ・ストーリーシリーズ』 | 『トイ・ストーリー2』                             |
| 中井和哉 | 犬神了                     | 『ドカベン』                 | 『激闘プロ野球 水島新司オールスターズVSプロ野球』 |
| 亀山助清 | プー                       | 『くまのプーさん』           | 『くまのプーさん/ルーの楽しい春の日』             |
| 竹本敏彰 | プー                       | 『くまのプーさん』           | 『くまのプーさん/ルーの楽しい春の日』             |
| 長嶝高士 | ビッグ・ザ・キャット       | 『ソニックシリーズ』         | 『ソニックX』                                     |
| 田中亮一 | ゴースター                 | 『仮面ライダーシリーズ』     | 『仮面ライダー 正義の系譜』                       |
| 田中亮一 | ギリザメス                 | 『仮面ライダーシリーズ』     | 『仮面ライダー 正義の系譜』                       |
| 田中亮一 | ミミズ男                   | 『仮面ライダーシリーズ』     | 『仮面ライダー 正義の系譜』                       |
| 田中亮一 | サソリトカゲス             | 『仮面ライダーシリーズ』     | 『仮面ライダー 正義の系譜』                       |
| 関智一   | ギリザメス                 | 『仮面ライダーシリーズ』     | 『スーパーヒーロー大戦GP 仮面ライダー3号』        |
| 武田幸史 | トムの男性主人             | 『トムとジェリー』           | 『トムとジェリー ショー』                         |
| 宝亀克寿 | ミスター・ドース・ジュニア | 『メリー・ポピンズ』         | 『メリー・ポピンズ リターンズ』                   |

## 出演
太字はメインキャラクター。

### テレビアニメ
1963年
- 鉄腕アトム (アニメ第1作)（ノールス・ヌケトール記者）

1966年
- 遊星少年パピイ（ゾロ）

1967年
- 黄金バット（工場長）
- 001/7親指トム（ジャック）
- リボンの騎士（殺し屋B）
- ピュンピュン丸（ミミズク忍者）

1968年
- あかねちゃん（近衛くん）
- 怪物くん（TBS版）

1969年
- 海底少年マリン（スパイA、13号、スラック）
- ひみつのアッコちゃん（1969年 - 1970年、オウム / ガー坊、マンガ家）
- サザエさん（泥棒）

1970年
- いなかっぺ大将（西一）※2代目EDも担当
- ばくはつ五郎
- 魔法のマコちゃん（熊五郎）

1971年
- 天才バカボン（1971年 - 1972年）
- ふしぎなメルモ（津村実）

1973年
- エースをねらえ!（1973年 - 1974年）
- 空手バカ一代（1973年 - 1974年）
- けろっこデメタン（キャール）
- ジャングル黒べえ
- ゼロテスター（ヤン）
- ど根性ガエル
- ドラえもん（日本テレビ版）（骨川スネ夫）
- 山ねずみロッキーチャック（かけすのサミー）

1974年
- 小さなバイキングビッケ（ゴルム）

1975年
- みつばちマーヤの冒険（カメムシ）

1976年
- 元祖天才バカボン
- まんが 花の係長（社員たち）

1977年
- おれは鉄兵（高橋先生）

1978年
- 野球狂の詩（佐々木信也）

1979年
- 海底超特急マリンエクスプレス（デューイ）
- さすらいの少女ネル（ブラス）
- シートン動物記 りすのバナー（しまりす）
- ドカベン（犬神、明星監督）
-  ドラえもん (テレビ朝日版第1期)
- ルパン三世 (TV第2シリーズ)

1980年
- 怪物くん（テレビ朝日版）（ベム〈2代目〉）
- ニルスのふしぎな旅（1980年 - 1981年、バタキ、フランク）

1983年
- Dr.スランプ アラレちゃん（ケンネル）
- フクちゃん

1985年
- ルパン三世 PARTIII

1999年
- 星方天使エンジェルリンクス（ドルチェ）

### 劇場アニメ
1969年
- 長靴をはいた猫（レーモン）

1972年
- ながぐつ三銃士（殺し屋A）

1980年
- 11ぴきのねこ（ネコE）

1983年
- まんがイソップ物語（都会のネズミ）

1985年
- 銀河鉄道の夜（活版所の文選エ）

1986年
- 11ぴきのねことあほうどり（山猫）

1987年
- 王立宇宙軍 オネアミスの翼（スピーカーの声）

2001年
- メトロポリス（ノタアリン）

### ゲーム
1991年
- コブラII 伝説の男（ダック）

1998年
- ソニックアドベンチャー（ビッグ・ザ・キャット〈初代〉）

2000年
- ソニックシャッフル（ビッグ・ザ・キャット〈初代〉）

2002年
- キングダム ハーツ（プー）
- プーさんのみんなで森の大きょうそう!（プー）

2003年
- ゲゲゲの鬼太郎 異聞妖怪奇譚
- ソニックアドベンチャーDX（ビッグ・ザ・キャット〈初代〉）

2013年
- キングダム ハーツ HD 1.5 リミックス（プー）※ライブラリ出演

### 吹き替え

#### 映画
- 悪党（ジャン・ロシュフォール）
- 雨に唄えば（コズモ〈ドナルド・オコナー〉）※NHK版
- アンナ・カレーニナ
- 外套
- 帰郷（アルトゥール〈ゴキブリの王様〉〈ウラジーミル・バーゾフ〉）
- 傷だらけの栄光（ロモロ〈サル・ミネオ〉）※NET旧録版
- 地獄への逆襲（クレム〈ジャッキー・クーパー〉）※テレビ旧録版
- 静かなる男（イグナティウス・フィーニー〈ジャック・マッゴーラン〉）※フジテレビ版
- シャンハイ・ナイト（議長）
- 重戦車総攻撃（フェアチャイルド〈ハンク・ジョーンズ〉）※NET版
- スイスファミリーロビンソン（アーンスト）※劇場公開版
- スター・ウォーズ エピソード5/帝国の逆襲（ビウィル大尉〈ミルトン・ジョンズ〉）※劇場公開版（DVDリミテッドエディション収録）
- 戦争と平和 ※ビデオ版
- 天使にラブ・ソングを…（TVリポーター〈ロバート・ヒメネス〉）※ソフト版
- 天使にラブ・ソングを2（司教区役員〈ロビン・ガメル〉、司会者〈シドニー・ラシック〉）※ソフト版
- 賭博者
- ドラゴン怒りの鉄拳（ウー〈ウェイ・ピンアオ〉）※TBS版
- ナイト・オブ・ザ・リビングデッド（リポーター）
- 何かいいことないか子猫チャン（ヴィクター〈ウディ・アレン〉）※TBS版
- ハムレット ※ビデオ版
- ハロー・ドーリー!（バーナビー・タッカー〈ダニー・ロッキン〉）※LD版
- ピンク・キャデラック（モーテルのフロント〈ジェームズ・クロムウェル〉）※ソフト版
- 復活
- 不思議の国のアリス（いかれ帽子屋〈ロバート・ヘルプマン〉）※VHS版
- マペットの夢みるハリウッド（マッドマン・ムーニー〈ミルトン・バール〉）※LD版
- メリー・ポピンズ（ミスター・ドース・ジュニア〈アーサー・マレット〉、ペンギン・ウェイター）※ソフト版
- ルーキー ※ソフト版

#### ドラマ
- アルフ（ギリガン〈ボブ・デンバー〉）
- ギリガン君SOS（ギリガン〈ボブ・デンバー〉）
- V（ウイリー〈ロバート・イングランド〉）※ソフト版
- 名探偵ポワロ（ホテルのボーイ）
- パパは何でも知っている（バド）
- マッコイじいさん（ルーク・マッコイ〈リチャード・クレンナ〉）
- ラバーン&シャーリー（スクイギー〈デイヴィッド・L・ランダー〉）

#### アニメーション
- アナスタシア
- アラジンシリーズ（ファザール）
  - アラジン（宝石屋）
  - アラジン ジャファーの逆襲（宝石屋、盗賊）
  - アラジン完結編 盗賊王の伝説（盗賊）
  - アラジンの大冒険
- クマゴロー（ナレーター）
- くまのプーさん（プー〈2代目〉）
  - くまのプーさん 完全保存版 ※ブエナ・ビスタ版
  - くまのプーさん クリストファー・ロビンを探せ!
  - ティガー・ムービー プーさんの贈りもの
  - くまのプーさん みんなのクリスマス
  - くまのプーさん 完全保存版II ピグレット・ムービー ※遺作
  - 新くまのプーさん[22]
  - ザ・ブック・オブ・プー
  - プーさんとはちみつ（ゴーファー）※劇場公開版
- コルドロン
- ジャングル・ブック（カー[23]）
- ジャングル・ブック2（カー[24]）
- 白雪姫（狩人）
- スヌーピーとチャーリーブラウン（ピックペン）
- ダンボ ※1983年再公開版
- トイ・ストーリー（レニー、ガソリンスタンド屋）
- トムとジェリーシリーズ（トム）※TBS版
  - トムとジェリー大行進（オオカミ・トムの主人）
  - なにがなんだかわからない（ジョージ）※ソフト版
- ハウス・オブ・マウス（カー）
- バットマン（スミス）
- バンビ（モグラ、ウシガエル）
- 秘密探偵クルクル（モコモコ）
- 101匹わんちゃん（パーシバル・フォウンスウォーター）
- ワンス・アポン・ア・スタジオ -100年の思い出-（カー）※ライブラリ出演
- わんわん物語（ペドロ、教授、ジムの友人）

#### 人形劇
- サンダーバード6号（ブレインズ[1]）※テレビ版
- フラグルロック

### 特撮
1967年
- 光速エスパー（ギロン星人の声）

1968年
- ウルトラセブン（策略宇宙人ペダン星人の声）

1969年
- 怪奇大作戦（第17話の漁師の声）

1971年
- 宇宙猿人ゴリ対スペクトルマン（ズノウ星人の声）
- 帰ってきたウルトラマン（第34話のラジオアナウンサーの声）
- 仮面ライダー（1971年 - 1973年、アマゾニアの声、キノコモルグの声、ゴースターの声、ハエ男の声、ユニコルノスの声、ミミズ男の声、再生ハリネズラスの声、ギリザメスの声、ギラーコオロギの声、アブゴメスの声、モスキラスの声、サソリトカゲスの声、サボテンバットの声、再生ガニコウモルの声、再生ムカデタイガーの声）
- ミラーマン（第1話の緊急情報の声）

1972年
- 劇場版『仮面ライダー対じごく大使』（再生カブトロングの声、再生ジャガーマンの声）
- 変身忍者 嵐（1972年 - 1973年、化身忍者の声）

1973年
- 仮面ライダーV3（1973年 - 1974年、イカファイアの声、ピッケルシャークの声、バーナーコウモリの声、プロペラカブトの声、ワナゲクワガタの声、オニビセイウチの声、オニヒトデの声）
- 劇場版『仮面ライダーV3対デストロン怪人』（タイホウバッファローの声）

1974年
- SFドラマ 猿の軍団（チップの声、ポップの声）
- 仮面ライダーX（一つ目怪人キクロプスの声、マッハアキレスの声、アルセイデスの声、サソリジェロニモの声、カメレオンファントマの声、タイガーネロの声）
- 仮面ライダーアマゾン（ワニ獣人の声）

1975年
- 仮面ライダーストロンガー（ゴロンガメの声、カマキリ奇械人の声、奇械人エレキイカの声、奇械人アリジゴクの声、改造魔人の声）

1976年
- アクマイザー3（ナメナメーダの声）
- 宇宙鉄人キョーダイン（ボーガンの声）
- がんばれ!!ロボコン（ロボイヌの声〈2代目〉）
- 5年3組魔法組（MJくんの声）
- ザ・カゲスター（カメレオン男の声、カマキラーの声、ゴリオリバーの声、ナメクジーガーの声、オウムラーダの声）
- 超神ビビューン（ビリンの声）
- バトルホーク（とび歯車の声、メゴラの声）

1977年
- 円盤戦争バンキッド（シィベス少将の声）

1979年
- スカイライダー（サソランジンの声）

1980年
- 仮面ライダースーパー1（1980年 - 1981年、エレキバスの声、ガニガンニーの声、ジョーズワニの声、ツタデンマの声、グラサンキッドの声、フランケライターの声、ゴールダーの声）
- スカイライダー（シビレイジンの声、ドクガンバの声、ヒルビランの声、ヒカラビーノの声、オカッパ法師の声、ゾンビーダの声、アブンガーの声、ザンヨウジューの声）

1981年
- 劇場版『仮面ライダースーパー1』（再生ファイヤーコングの声、再生黄金ジャガーの声）

1983年
- ペットントン（ジャモラーの声）

1984年
- 超電子バイオマン（メッサージュウの声）

1985年
- 兄弟拳バイクロッサー（ジェロニモの声、タンクボンブの声、フォーカスマンの声、ヒャクメガンの声、カラスの声、フデバコンの声）

1996年
- 激走戦隊カーレンジャー（WWワリッチョの声）

1998年
- 星獣戦隊ギンガマン（ゲルトゲルトの声）

### CD
- 宝島（ベン・ガン）
- わしはいなかっぺ大将だス! いなかっぺ大将ヒットアルバム（西一「西一のイビリ節」）[27]

### ラジオ
- ラジオおもしろデータバンク ※締めのセリフは「ほんじゃ、また。」

### ナレーター
- 太陽の恋人
- 金曜スペシャル『ヌーディスト村潜入』特集（東京12チャンネル）
- 激闘!カンフーチェン

### テレビドラマ
- 忍者ハットリくん+忍者怪獣ジッポウ 第18話「ジッポウの病気は特大でござる」（1967年、NET / 東映） - ギャング団の手下
- 赤穂から来た浪人
- 英語屋さん
- 火曜日の女シリーズ「幻の女」（1971年、NTV）
- 雑居時代 第2話 - 梅田
- 佐渡の恋唄
- 夜の蝶 - 雪雄
- 大盗賊（1974年）第5話 - 町人
- 太陽にほえろ!
  - 第158話「顔」（1975年） - 目撃者
  - 第175話「偶像」（1975年）
  - 第196話「言葉の波紋」（1976年）
  - 第275話「迷路」（1977年）
  - 第353話「ラスト・チャンス」（1979年）
  - 第403話「罪と罰」（1980年）
- 夜の配役
- 伝七捕物帳
  - 第93話 「とかく浮世は色と金」（1975年、NTV） - 清六
  - 第99話「命をかけた一分銀」（1976年、NTV） - 要助
- 熱中時代・刑事編 第26話「ハッピーだぜ！熱中刑事」（1979年、NTV） - 記者

### 映画
- 若い素肌（1960年）
- 東から来た男（1961年）
- 野獣狩り（1973年）
- 告訴せず（1975年） - コック

### 舞台
- 表裏源内蛙合戦
- ザ・スティング
- 雰囲気のある死体

### 特撮（俳優業）
- バンパイヤ 第17話「パンク・マシン大作戦」（1969年） - バンパイヤB
- 突撃! ヒューマン!!（1972年） - 平井安兵衛
- ザ・カゲスター 第15話「少年サタン隊 ザリガニアン作戦！」（1976年） - 警官

### その他のコンテンツ
- こどもにんぎょう劇場「おばけガスのはくぶつかん」
- 宇宙怪獣キングギドラ（ナレーション、防衛大臣 他）※8ミリフィルム
- 怪獣ジャイアント サンダ（サンダ、羽田空港管制官）※8ミリフィルム
- マッハ怪獣ラドン（ナレーション）※8ミリフィルム
- 8時だョ!全員集合（仲本工事の担任の先生役。後半のコントコーナーでの出演）
- 東京ディズニーランドのエンターテイメント　
  - ワンス・アポン・ア・タイム（プー）
  - 東京ディズニーランド・エレクトリカルパレード・ドリームライツ（プー）※2001年版
- 東京ディズニーランドのアトラクション
  - 白雪姫と七人のこびと（狩人）
  - プーさんのハニーハント（プー）
  - カントリーベア・シアター（サミー）
  - ミート・ザ・ワールド（勝海舟）
- 本州四国連絡高速道路・本州四国連絡橋（わたるの声）
- ヤクルトミルミルCM（ビフィズス菌の声）
- ポピー「超合金・マジンガーZ」（CMナレーター）
- セイコー くまのプーさんおしゃべり目ざまし時計（プー）
- LINE スタンプ「しゃべって動く！くまのプーさんと仲間たち」（プー）※ライブラリ出演